# Джибути на летних Олимпийских играх 2012
Джибути принимала участие в летних Олимпийских играх 2012 года, которые проходили в Лондоне (Великобритания) с 27 июля по 12 августа, где её представляли 5 спортсменов в четырёх видах спорта. На церемонии открытия Олимпийских игр флаг Джибути несла бегунья Зурах Али, а на церемонии закрытия — Ясмин Фара.
На летних Олимпийских играх 2012 Джибути не сумела завоевать ни одной олимпийской медали. Все спортсмены Джибути впервые принимали участие на Олимпийских играх.  

## Состав и результаты

### Дзюдо
Женщины
| Соревнование | Спортсмены   | 1/16 финала        | 1/8 финала                  | Четвертьфинал         | Полуфинал             | Финал                 | Место |
| Соревнование | Спортсмены   | Соперник Результат | Соперник Результат          | Соперник Результат    | Соперник Результат    | Соперник Результат    | Место |
| ------------ | ------------ | ------------------ | --------------------------- | --------------------- | --------------------- | --------------------- | ----- |
| до 57 кг     | Салли Рагуиб | Не участвовал      | ROUК. Кэприориу П 0000:0100 | Завершила выступление | Завершила выступление | Завершила выступление | 9     |

### Лёгкая атлетика
Мужчины
Беговые виды
| Соревнование | Спортсмены | Отборочный раунд | Отборочный раунд | Отборочный раунд | Финал     | Финал |
| Соревнование | Спортсмены | Забег            | Результат        | Место            | Результат | Место |
| ------------ | ---------- | ---------------- | ---------------- | ---------------- | --------- | ----- |
| 5000 метров  | Мумин Гала | 2                | 13:21,21         | 10               | 13:50,26  | 13    |

Женщины
Беговые виды
| Соревнование | Спортсмены | Отборочный раунд | Отборочный раунд | Отборочный раунд | Полуфинал             | Полуфинал             | Полуфинал             | Финал                 | Финал                 |
| Соревнование | Спортсмены | Забег            | Результат        | Место            | Забег                 | Результат             | Место                 | Результат             | Место                 |
| ------------ | ---------- | ---------------- | ---------------- | ---------------- | --------------------- | --------------------- | --------------------- | --------------------- | --------------------- |
| 400 метров   | Зурах Али  | 3                | 1:05,37          | 7                | Завершила выступление | Завершила выступление | Завершила выступление | Завершила выступление | Завершила выступление |

### Настольный теннис
Женщины
| Соревнование     | Спортсмены | Квалификация         | Раунд 1               | Раунд 2               | Раунд 3               | Раунд 4               | Четвертьфинал         | Полуфинал             | Финал                 | Место |
| Соревнование     | Спортсмены | Соперник Результат   | Соперник Результат    | Соперник Результат    | Соперник Результат    | Соперник Результат    | Соперник Результат    | Соперник Результат    | Соперник Результат    | Место |
| ---------------- | ---------- | -------------------- | --------------------- | --------------------- | --------------------- | --------------------- | --------------------- | --------------------- | --------------------- | ----- |
| Одиночный разряд | Ясмин Фара | BRAК. Кумахара П 0:4 | Завершила выступление | Завершила выступление | Завершила выступление | Завершила выступление | Завершила выступление | Завершила выступление | Завершила выступление | 65    |

### Плавание
Мужчины
| Соревнование             | Спортсмены       | Отборочный раунд | Отборочный раунд | Отборочный раунд | Полуфинал            | Полуфинал            | Полуфинал            | Финал                | Финал                | Итоговое место |
| Соревнование             | Спортсмены       | Заплыв           | Результат        | Место            | Заплыв               | Результат            | Место                | Результат            | Место                | Итоговое место |
| ------------------------ | ---------------- | ---------------- | ---------------- | ---------------- | -------------------- | -------------------- | -------------------- | -------------------- | -------------------- | -------------- |
| 50 метров вольным стилем | Абдурахман Осман | 2                | 27,25            | 1                | Завершил выступление | Завершил выступление | Завершил выступление | Завершил выступление | Завершил выступление | 49             |